# Súľovská tiesňava
Súľovská tiesňava (pol. Wąwóz Sulowski) – przełomowy odcinek doliny potoku Hradnianka w Sulowskich Wierchach na Słowacji, pomiędzy wsiami Jablonové (na północnym zachodzie) a Súľov-Hradná (na południowym wschodzie). Leży na obszarze katastralnym pierwszej z wymienionych wsi.

## Geologia i morfologia
Przełom długości ok. 1 km powstał na skutek wcięcia się potoku Hradnianka w poprzek grzbietu Sulowskich Skał, tuż na zachód od dawnej wsi Súľov. Grzbiet ten zbudowany jest z wapnistych zlepieńców, których struktura jest widoczna w licznych skalnych ścianach i turniach, wznoszących się bezpośrednio nad przełomem na wysokość 50-100 m. Szerokość wąwozu wynosi od ok. 30 do 150 m, zaś jego dno leży na wysokości ok. 350–360 m n.p.m. Mieści się w nim koryto potoku oraz droga z Predmieru do Súľova-Hradnej. Mniej więcej w środku przełomu do Hradnianki uchodzi jej lewobrzeżny dopływ – Čierny potok.

## Turystyka
W rozszerzeniu wąwozu stoi hotel turystyczny „Chata Súľov”, a poniżej niego przy drodze utworzono niewielki parking. Po przeciwnej stronie szosy znajduje się węzeł szlaków turystycznych z niewielką altanką: wiedzie stąd siedem znakowanych pieszych szlaków turystycznych w najciekawsze zakątki Sulowskich Skał oraz trzy trasy rowerowe. Tu także znajduje się początek i koniec okrężnej ścieżki dydaktycznej wiodącej na zamek Súľov.

## Ochrona przyrody
Cały przełom leży w granicach Obszaru Chronionego Krajobrazu Strážovské vrchy. Wschodnia, najbardziej skalista część wąwozu, znajduje się w granicach rezerwatu przyrody Sulowskie Skały. Zbocza drugiej części wąwozu chronione są natomiast w rezerwacie Sulowskie Skały (wschodnie) oraz w rezerwacie Súľovský hrádok (zachodnie).